# Geranomyia atlantica atlantica
Geranomyia atlantica atlantica is een ondersoort van de tweevleugelige Geranomyia atlantica uit de familie steltmuggen (Limoniidae). De soort komt voor in het Palearctisch gebied.